# Police (zámek)
Zámek Police je renesanční zámek v Polici v okrese Třebíč. Zámek je evidován jako kulturní památka České republiky, obec Police jako majitel zámku usiluje o zápis zámku jako Národní kulturní památky, první návrh změny statusu proběhl v roce 2012. Část zámku je využívána jako Evropské vojenské centrum leteckého maršála a armádního generála Karla Janouška.

## Historie
V roce 1371 byla na místě současného zámku písemně zmíněna tvrz, kterou vlastnil Smil z Police, v roce 1390 ji získal Jan z Kostník a v roce 1437 pak Adam z Bačkovic. Mezi lety 1444 a 1520 ji Bačkovičtí značně rozšířili a v roce 1524 ji prodali Janovi Tavíkovskému z Tavíkovic. V roce 1534 ji pak Jan z Tavíkovic přestavěl na renesanční zámek s částečně pozdně gotickými rysy. V tu dobu také u zámku vznikl park. Mezi lety 1633 a 1821 pak vlastnili zámek Berchtoldové, kteří v 18. století upravili interiér do barokního stylu. V letech 1702–1705 najmuli na vyzdobení několika místností italského sochaře a štukatéra Baldassare Fontanu. Po roce 1821 pak zámek odkoupil August Segur, kdy pak jeho rodina v roce 1860 prodala zámek městu Znojmu, posléze zámek získal v roce 1872 Maxmilián Springer, v roce 1885 Leopold Šternberk a pak v roce 1887 Wraždové z Kunvaldu. V roce 1945 pak byl zámek zkonfiskován a byl využíván jako například průmyslový objekt pro zpracování kůží. V roce 1996 pak zámek získala obec Police, která jej postupně rekonstruovala a v roce 2005 objekt zámku byl zpřístupněn veřejnosti. V roce 2008 pak bylo komplexně rekonstruováno západní křídlo zámku.
V roce 2017 bylo v zámku otevřeno muzeum RAF. V areálu zámku je i Muzeum historických motorek a muzeum Waldemara Matušky.

## Popis
Zámek se skládá z dvoupatrových budov okolo nepravidelně obdélného dvora. Vjezd a vchod do dvora je v severním křídle zámku. V jižním průčelí je přistavěno další křídlo s 4 okny. Ve třech rozích jsou válcové věže, v jižním křídle je čtyřboká věž s hodinami.